# George Coedès
George Coedès (født 10. august 1886, død 2. oktober 1969) var en ekspert i sydøstasiatisk arkæologi og historie. Coedès blev direktør for det thailandske nationalbibliotek i 1918, og i 1929 blev han leder for L'École française d'Extrême-Orient, hvilket han var indtil 1946. Derefter boede han i Paris indtil sin død i 1969. 
Han skrev to kendte tekster på sit fagområde, The Indianized States of Southeast Asia (1968, 1975) og The Making of South East Asia (1966), såvel som talrige artikler hvori han udviklede konceptet om det indianiserede kongerige. Moderne studier har dog vist, at indianiseringen var mindre komplet, end Coedès havde ment, og at mange indfødte træk overlevede under den indiske overflade.
George Coedès krediteres for at have genopdaget det tidligere kongerige Srivijaya, der var centreret omkring den moderne, indonesiske by Palembang.